# Pang Yan
Pang Yan, född 15 januari 1963, är en friidrottare från Kina. Han deltog vid olympiska sommarspelen 1988.